# Olivia Harrison

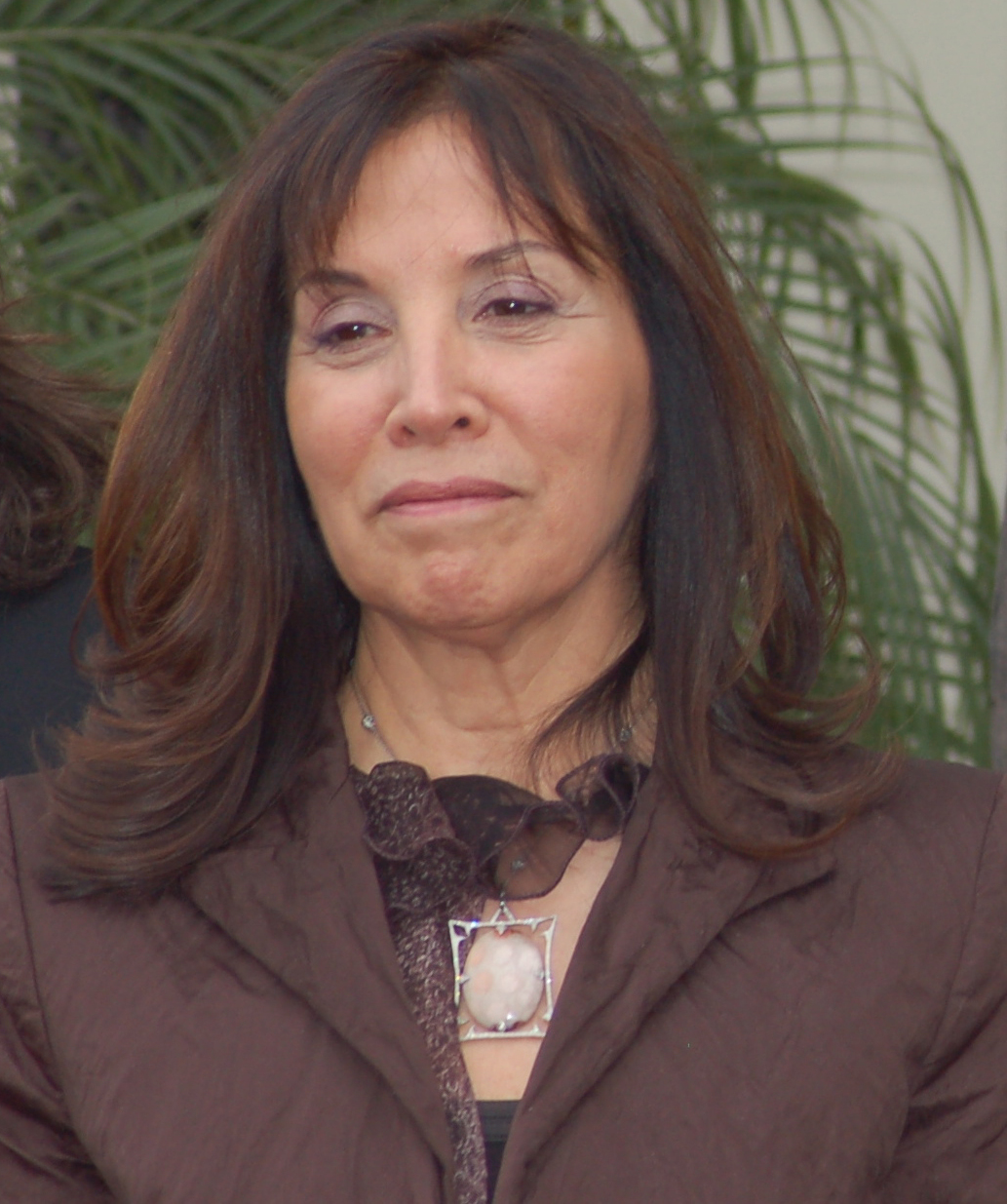
Olivia Harrison, 2009

Olivia Harrison (* 18. Mai 1948 als Olivia Trinidad Arias) ist die Witwe des ehemaligen Beatles-Gitarristen George Harrison (1943–2001). Das Paar lernte sich im Oktober 1974 kennen und heiratete am 2. September 1978 nach der Geburt des gemeinsamen Sohnes Dhani (* 1. August 1978). Olivia war nach Pattie Boyd Harrisons zweite Ehefrau.

## Leben
Olivia, eines von drei Kindern des Mitarbeiters einer chemischen Reinigung und einer Näherin, schloss 1963 die Schule ab. Sie arbeitete als Sekretärin bei A&M Records, wo ihr späterer Ehemann einen Plattenvertrag unterschrieben hatte.
Seit den 1990er Jahren setzt sich Olivia Harrison zusammen mit Yoko Ono und Barbara Bach (zunächst auch mit der 1998 verstorbenen Linda McCartney) in der wohltätigen Stiftung Romanian Angel Appeal für Kinder ein, die in Rumänien in Armut leben. Anfang der 1990er Jahre erklärte sie dazu:

“It was sort of a gradual assault on my conscience. It was slowly wearing away at me and I decided that perhaps we should try to raise some money.  I went to Romania and was just overwhelmed, devastated and shocked by the starvation”

„Es war eine Art allmählicher Angriff auf mein Gewissen. Die Sache nagte beständig an mir und ich entschied, dass wir vielleicht versuchen sollten, etwas Geld zu sammeln. Ich ging nach Rumänien und war einfach überwältigt, am Boden zerstört und schockiert von der Hungersnot.“

Im Jahr 2005 erhielt sie als Produzentin des Musikfilms Concert for George einen Grammy in der Kategorie Best Long Form Music Video (Bestes Musikvideo/Langfassung).
Olivia Harrison verwaltet das musikalische Erbe ihres verstorbenen Mannes, so stellte sie im Jahr 2009 das dritte Best-of-Album Let It Roll: Songs by George Harrison mit Freunden zusammen und produzierte 2010 die CD-Box Ravi Shankar-George Harrison Collaboration.
An der im Jahr 2021 veröffentlichten Filmdokumentation The Beatles: Get Back war Harrison zusammen mit Paul McCartney, Ringo Starr, Yoko Ono, Peter Jackson und Weiteren als eine von mehreren Produzenten beteiligt.

## Werke
- Olivia Harrison, Brian Roylance: Concert for George. A Celebration of the Life of George Harrison. Genesis, Guildford 2006, ISBN 0-904351-92-0.
- Olivia Harrison: George Harrison. Living in the Material World. Die illustrierte Biografie. Knesebeck, München 2011, ISBN 978-3-86873-416-4.
- Astrid Kirchherr, Olivia Harrison, George Harrison: When We Was Fab. Genesis, Guildford 2003, ISBN 0-904351-88-2.